# Phoenix Group Holdings
Die Phoenix Group ist ein britisches Lebensversicherungsunternehmen. Die Aktien werden an der Londoner Börse gehandelt und sind im FTSE 100 Index gelistet. Die Firma ist auf der Kanalinsel Jersey registriert. Die Hauptverwaltungen befinden sich in London und in Wythall südlich von Birmingham.

## Geschichte
Die Anfänge des Unternehmens gehen auf die 1857 unter dem Namen gegründete The Pearl Loan Company zurück. 1914 erfolgte die Umbenennung in The Pearl Assurance Company und war fortan im Versicherungsbereich tätig. Ab 1990 kam es zu zahlreichen Übernahmen von britischen Lebensversicherern, teilweise finanziert von Investmentfirmen, die in der Pearl Assurance Company zusammengefasst wurden.
2008 wurde die Resolution plc übernommen, die im September 2005 durch Fusion der Resolution Life Group Ltd und der Britannic Group plc entstanden war. Damit übernahm die Pearl Group auch die Aktivitäten der früheren Phoenix Fire Assurance. 2009 kaufte die Liberty Acquisition Holdings, ein Investmentvehikel unter Führung von Nicolas Berggruen, die Pearl Group in einem Reverse Takeover und benannte sich selbst in Pearl Group um. Seit März 2010 tritt die Firma unter dem Namen Phoenix Group Holdings auf und ist als Lebensversicherer hauptsächlich auf dem britischen Versicherungsmarkt tätig.
2019 übernahm Phoenix von Swiss Re deren britische Tochter ReAssure, bereits im Vorjahr hatte Phoenix für 2,9 Milliarden Pfund die Versicherungsgruppe Standard Life von der Investmentgruppe Standard Life Aberdeen übernommen. Anfang 2021 übernahm Phoenix die Marke „Standard Life“ und vereinbarte mit Standard Life Aberdeen, das sich später in abrdn umbenannte, eine unter anderem die Kapitalanlageverwaltung umfassende strategische Partnerschaft bis 2031.

## Aktionärsstruktur
Mit Stand Juli 2025 waren folgende Hauptaktionäre publiziert:
| MS&AD Insurance Group Holdings, Inc.                             | 14,50 % |
| Aggregate of abrdn plc affiliated investment management entities | 10,70 % |
| BlackRock, Inc.                                                  | 5,91 %  |
| Kingdom Holding Company                                          | 5,00 %  |